# Paul Seidel (Kunsthistoriker)
Paul Seidel (* 14. April 1858 in Schwerin; † 5. Dezember 1929 in Berlin) war ein deutscher Kunsthistoriker und Museumsleiter.

## Leben
Paul Seidel war sechstes Kind des Schweriner Pastors und Schriftstellers Heinrich Alexander Seidel und dessen Ehefrau Johanne Auguste, geb. Römer (1823–1896). Bekannte Geschwister von Paul Seidel waren der Ingenieur und Schriftsteller Heinrich Seidel (1842–1906) und der Mediziner Hermann Seidel (1855–1895).
Seidel besuchte das Gymnasium Fridericianum in Schwerin. Nach einem Jurastudium an den Universitäten in Straßburg, Leipzig und Berlin promovierte er zum Dr. jur. und war zunächst am Berliner Kammergericht tätig. In Leipzig folgte ein Studium der Kunstgeschichte, ergänzt von Studienreisen ins europäische Ausland.
Sein weiteres berufliches Wirken begann 1885 mit einem Volontariat am Kupferstichkabinett in Berlin. 1888 wurde er Direktorialassistent und 1894 erfolgte die Berufung als Dirigent der Kunstsammlungen der Königlichen Schlösser, daneben wurde er zum Geheimen Regierungsrat ernannt. Von 1896 bis 1923 war er als Nachfolger von Robert Dohme Direktor des Hohenzollernmuseums in Schloss Monbijou. Er war Mitglied des Senats der Preußischen Akademie der Künste. Ab 1885 war er Mitglied im Verein für mecklenburgische Geschichte und Altertumskunde. Von 1897 bis 1916 war er Herausgeber des Hohenzollern-Jahrbuchs.
Paul Seidel war verheiratet mit Elisabeth Pfaff (1869–1945) aus Wolfenbüttel. Das Paar hatte einen Sohn und drei Töchter. Die Tochter Margarete Seidel (1892–1972) heiratete 1914 den Chemiker und Kaufmann Kurt Oppenheim (1886–1947).

## Schriften (Auswahl)
- Beiträge zur Lebensgeschichte Jean Baptiste Oudrys mit besonderer Berücksichtigung seiner Gemälde in Schwerin und seiner Verbindung zum mecklenburgischen Hofe. In: Repertorium für Kunstwissenschaften. 13, 1890, S. 80–110.
- Friedrich der Große und die französische Malerei seiner Zeit. 1892.
- Der Silber- und Goldschatz der Hohenzollern im Schloß zu Berlin. 1896.
- Französische Kunstwerke des XVIII. Jahrhunderts im Besitz Seiner Majestät des deutschen Kaisers und Königs von Preußen. Geschichte der Erwerbungen und Verzeichnis. Berlin/Leipzig 1900.
- Die Kunstsammlung Friedrichs des Grossen auf der Pariser Weltausstellung 1900. Beschreibendes Verzeichnis. mit 45 Abbildungen nach Zeichnungen und Radierungen von Peter Halm, Giesecke & Devrient, Berlin 1900.
- Verzeichnis der Gemälde-Sammlung. Schack-Galerie in München im Besitz Seiner Majestät des deutschen Kaisers, Königs von Preussen. 5. Auflage, Hirth, München 1901.
- Beziehungen Friedrichs des Grossen zur bildenden Kunst. Kgl. Akad. d. Künste zu Berlin; Rede gehalten bei der Feier des Allerh. Geburtstages S. M. des Kaisers und Königs. Berlin 1912 (Digitalisat).
- Das Stadtschloss in Potsdam. Ein Führer. Deutscher Kunstverlag, Berlin 1922.

Herausgeber
- Hohenzollern-Jahrbuch. Forschungen und Abbildungen zur Geschichte der Hohenzollern in Brandenburg-Preußen. 1897–1916 (zlb.de).
- Der Kaiser und die Kunst. Reichsdruckerei, Berlin 1907.